# Joan Berkhemer
Joan Berkhemer (Wageningen, 1951) is een Nederlands violist, dirigent en componist. Hij is een zoon van de kunstenaar Willem Berkhemer en echtgenote Yvonne de Swarte, zus van musicus Andries de Swarte.

## Violist
Hij was een leerling van Jean-Louis Stuurop, zelf een leerling van Oskar Back, aan het Muzieklyceum van Amsterdam. Als violist won Berkhemer onder andere de eerste prijs op het Nationaal Vioolconcours Oskar Back (1975) en tijdens datzelfde concours de Donemusprijs (beste interpretatie van een sonate voor viool en piano van Hans Henkemans). Hij hoopte na het concours zijn opleiding solospel te kunnen afronden. Ook won hij de Prix d'Excellence en de eerste prijs op het Internationaal Kamermuziekconcours in Colmar (Frankrijk). Hij speelde als solist met onder meer het Koninklijk Concertgebouworkest, het Rotterdams Philharmonisch Orkest, het Nederlands Kamerorkest, alle Nederlandse radio-orkesten en het Louisville Symphony Orchestra. Ook is hij actief in de kamermuziek, onder andere als violist van het Piano Trio Amsterdam. Als kamermusicus speelde hij in heel Europa, Canada, Noord- en Zuid-Amerika, Israël en het Verre Oosten.

## Dirigent
Berkhemer studeerde orkestdirectie in Parijs bij Léon Barzin en Jean Fournet. Hij maakte zijn debuut als dirigent bij de Italiaanse Opera Amsterdam met Cavalleria rusticana en Pagliacci in 1995. Daarna stond hij voor onder meer Concerto Rotterdam, het Noordhollands Philharmonisch Orkest, het Nederlands Balletorkest en Holland Symfonia. Sinds 1999 is hij chef-dirigent van Het Zeeuws Orkest.

### Bijzondere projecten
Met Holland Symfonia staat hij jaarlijks in het Amsterdamse Concertgebouw met door educatieve projecten die hij zelf samenstelt en presenteert. 
Berkhemer dirigeert ook veel opera. Tijdens het Zeeland Nazomer Festival leidde hij een productie van I due Foscari van Giuseppe Verdi. Bij het Off-Holland Festival leidde hij Savitri van Gustav Holst en Combatimento di Tancredi e Clorinda van Claudio Monteverdi. Met bariton Jan Derksen maakte hij in 1999 voor het filmfestival van Vlissingen een reconstructie van de Nederlandse stomme operafilm Gloria Transita van Johan Gildemeier uit 1917, waarbij vier zangers-solisten meezongen met de acteurs in de film.

## Componist
Berkhemer is ook componist. Hij schreef werk voor symfonieorkest, strijkorkest, koor, drie strijkkwartetten, twee vioolconcerten, een operette (met schrijver-regisseur Lodewijk de Boer), kamermuziek, liederen, filmmuziek en muziek voor tv. Ter gelegenheid van het Michiel de Ruyter-herdenkingsjaar in 2007 schreef hij een cantate voor bariton, mannenkoor en orkest op tekst van Marita Mathijsen, over de laatste zeeslag van Michiel de Ruyter.
- CiNii: DA11311454
- Gemeinsame Normdatei: 173772560
- International Standard Name Identifier: 0000 0003 5829 5860
- Library of Congress Control Number: nr95005164
- MusicBrainz: bd8efc61-458b-4e36-9375-d34792fee0a1
- Nationale Bibliotheek van Israël: 987011427518705171
- Système universitaire de documentation: 249790009
- Virtual International Authority File: 206308290
- WorldCat: E39PBJmTp6bdM8Pqqq33CQ9MT3